# 마욜 미술관

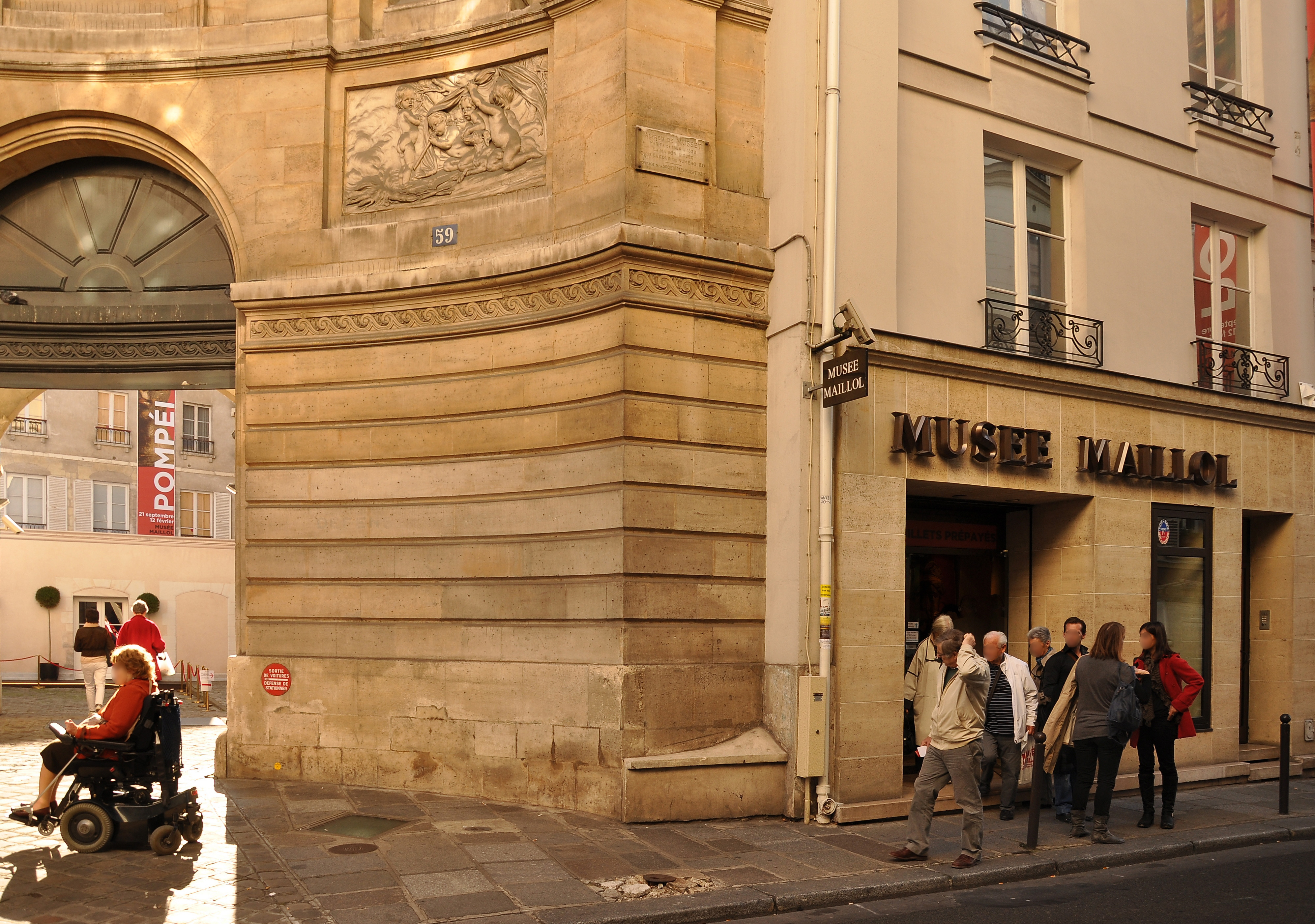
마욜 미술관 (오른쪽)

마욜 미술관(프랑스어: Musée Maillol)은 프랑스 파리 7구 그르넬 가 59-61번지에 위치한 미술관이다. 1995년 조각가 아리스티드 마욜의 모델이었던 디나 비에르니가 설립하였으며 디나 비에르니 재단에서 운영하고 있다. 휴일 없이 매일 문을 열며, 입장료가 있다.
마욜 미술관에서는 그 이름처럼 마욜의 여러 작품 (드로잉, 도화, 조각, 양식, 석고 및 테라코타)들을 전시하고 있으며, 비에르니가 수집했던 프랑스 나이브아트 거장들의 작품들도 소장하고 있다. 앙리 루소의 회화, 폴 세잔, 에드가 드가, 장 오귀스트 도미니크 앵그르, 앙리 마티스, 파블로 피카소, 쉬잔 발라동, 후지타 쓰구하루의 드로잉, 라울 뒤피의 수채화, 피에르 보나르와 세르게 폴리아코프의 회화, 오딜롱 르동의 삽화, 폴 고갱의 수채화, 오귀스트 로댕의 조각, 그리고 그밖에 바실리 칸딘스키, 마르셀 뒤샹, 레몽 뒤샹비용, 로베르 쿠튀리에, 자크 비용과 러시아 작가들의 작품들을 만나볼 수 있다. 방문객들은 매일 오전 10시 30분부터 오후 6시 30분부터 마이용 박물관을 방문할 수 있다. 단, 수요일은 오전 10시 30분부터 오후 10시까지이다.